# Нагірне (Олександрійський район)
Нагі́рне — село в Україні, у Великоандрусівській сільській громаді Олександрійського району Кіровоградської області. Населення становить 356 осіб. Село Нагірне — крайня північна точка Олександрійського району. Є залишками частково затопленого міста Новогеоргіївська.

## Історія
Разом із селами Подорожнє, Бабичівка, Андрусівка, Калантаїв, Федірки Нагірне входило до складу Крилівської сотні. Недалеко від Нагірного знайдено кам'яну зернотерку і ліпний глечик. На території колишнього Світловодського району знайдені скарби римських монет, виявлені декілька поселень черняхівської культури і залишки давньоруських поселень. У середині XVI ст. починається відбудова та відродження краю.
1939 року Новогеоргіївський район увійшов до складу новоствореної Кіровоградської області.
У Нагірному та поблизу — скупчення дачних будиночків та кілька баз відпочинку.
Послуги зв'язку в районі надає Центр електрозв'язку № 2 Кіровоградської філії ВАТ «Укртелеком» та Світловодський вузол поштового зв'язку Кіровоградської дирекції УДППЗ «Укрпошта».
Досить розгалужена мережа вуличного освітлення. Об'єкти благоустрою утримуються за рахунок місцевих бюджетів.

## Населення
Згідно з переписом УРСР 1989 року чисельність наявного населення села становила 466 осіб, з яких 182 чоловіки та 284 жінки.
За переписом населення України 2001 року в селі мешкали 362 особи.

### Мова
Розподіл населення за рідною мовою за даними перепису 2001 року:
| Мова       | Відсоток |
| ---------- | -------- |
| українська | 85,11 %  |
| російська  | 14,61 %  |
| білоруська | 0,28 %   |

## Флора і фауна
У природному рослинному покриві району переважають лісові і степові угрупування. Вздовж берегів є лісові насадження: 33 % високостовбурних дубів,18 % загальної площі складає сосна і 15 % — низькорослі дуби. Природні ліси характеризуються різноманітністю порід. Ліси дуже густі, тому підлісок розвинений лише місцями. Восени наступає грибна пора. В лісах багато різних видів: білих, маслюків, підосичників, опеньків тощо. У лісах району, які до того ж є ще й мисливськими угіддями, водяться козулі, свиня дика, заєць сірий, лисиця, куниця. У водоймищах є такі риби як лящ, короп, сом, товстолобик, карась та ін..Досить багатий видовий склад комах, серед яких зустрічаються види, занесені до Червоної книги України: жук-олень, махаон та мнемозина, та регіональні рідкісні види-турун лісовий, красотіл золотоямчастий.
Також постає дуже гостро інше питання-руйнація берегів.
За іншими даними з осені 1830 року в Новогеоргіївську з'явилась холера, яку спочатку сплутали з чумою. Епідемія не припинялась всю зиму а навесні і влітку 1831 року вибухнула ще з більшою силою, забравши життя у багатьох людей. Холерна епідемія повторювалась у Новогеоргіївську в 1855,1871 і 1892 роках, але особливо сильною була в 1847 і 1848 роках. Час від часу лютували й інші інфекційні хвороби: віспа, кір, дифтерія, скарлатина і тиф. Ми навіть уявити собі не можемо, скільки таких захоронень знаходиться під Кременчуцькими водами тільки в районі Нагірного.

Не менш важливим питанням постає якість питної води у колодязях та свердловинах. Журналісти запитували про це заступника головного державного санітарного лікаря Кременчука Віктора Самойленка і він відповів, що швидше за все вода не змінить своїх показників. Утім, погіршення можливе не тільки навесні, а в будь-яку пору року. каже, що стан водоносного горизонту може погіршитися внаслідок діяльності людини. Тож перевірити якість води не зайве. У виняткових випадках фахівці міськСЕС роблять це безкоштовно, взагалі ж, вартість аналізу складе від 21 грн. до 153 грн., залежно від кількості досліджуваних показників.
Іншою проблемою в Нагірному постає недостатнє укріплення берегової лінії.